# 기생 (생물학)

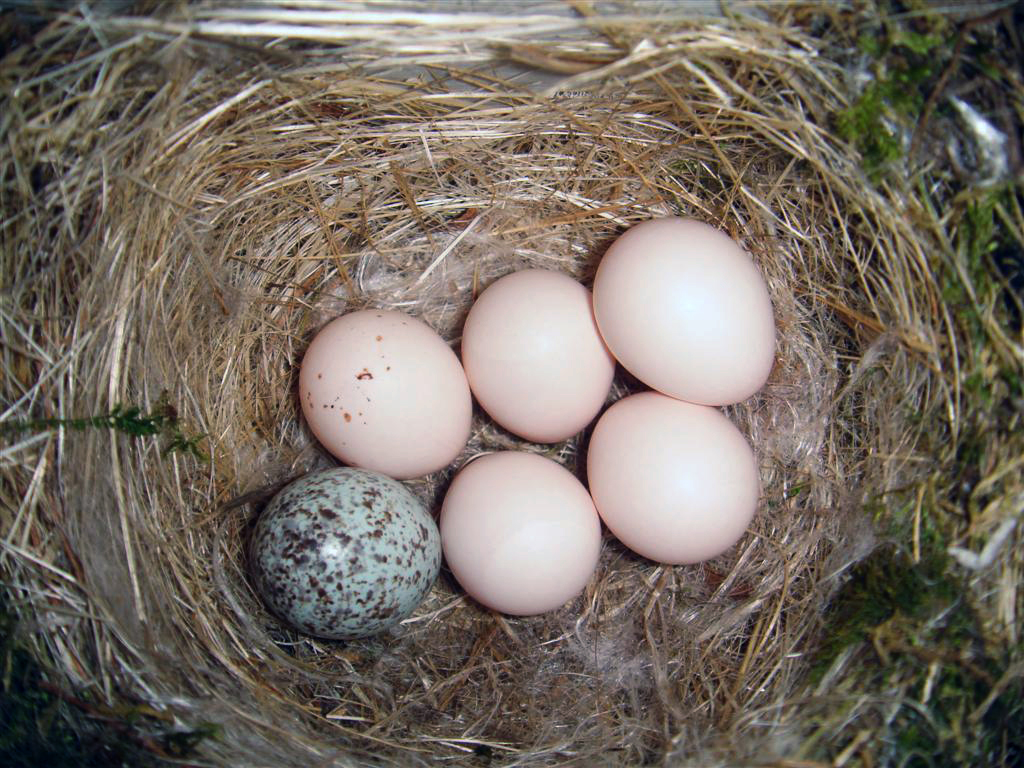
뻐꾸기 등의 탁란도 기생의 한 형태이다.

Tetragnatha montana 거미에 Acrodactyla quadrisculpta 가 기생하고있다.

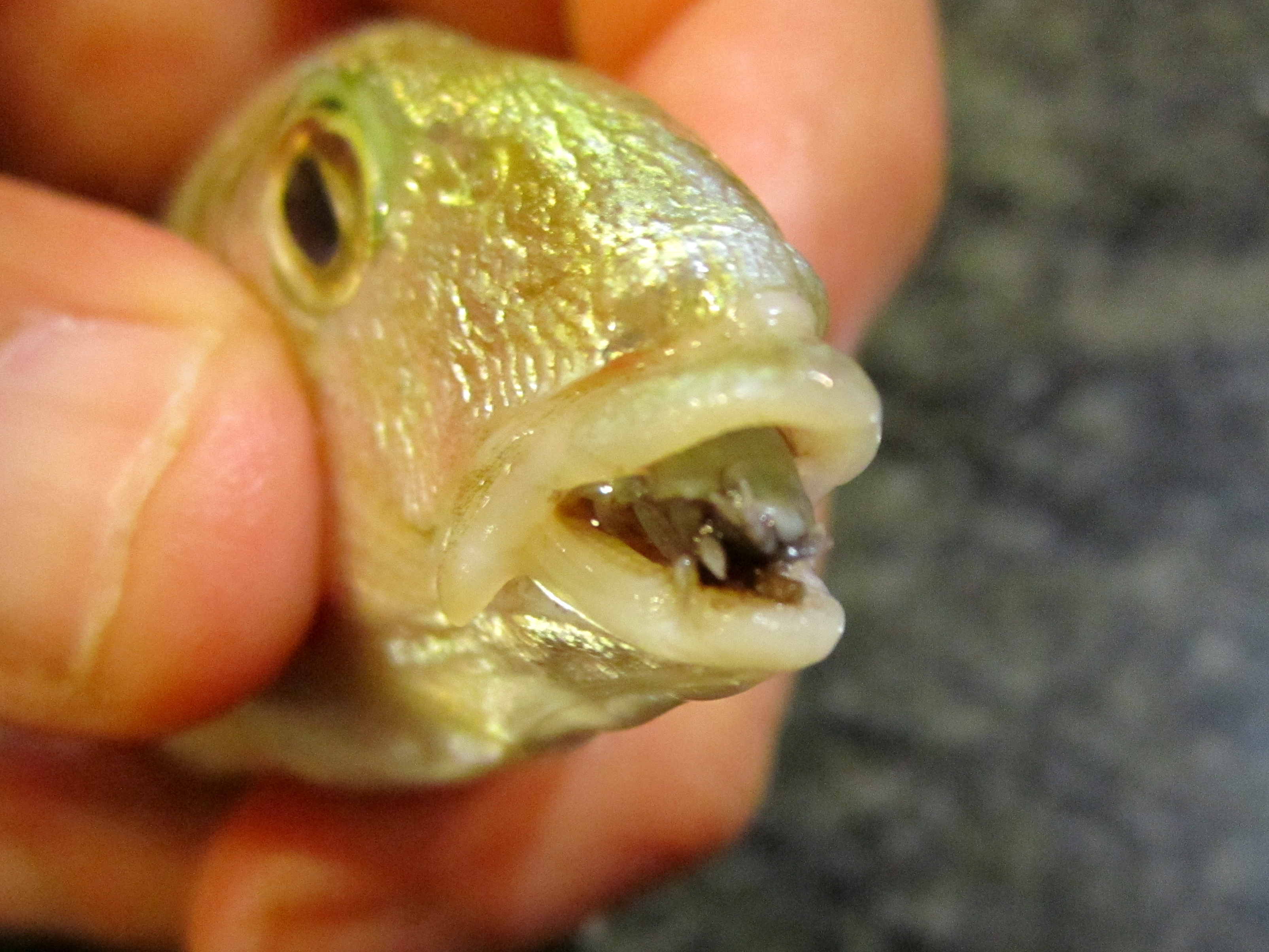
Lithognathus에 키모토아 엑시구아가 기생하고있다.

기생(寄生; 문화어: 붙어살이; 영어: parasitism)은 한 생물이 다른 생물에게는 도움을 주는 반면 다른 생물로부터 자신은 도움을 받지는 못하거나 오히려 해를 입는 경우를 말한다. 기생은 포식과 구별할 수 없는 경우도 있으며, 한편 공생과 확실하게 구별하기 어려운 경우도 있다.
회충이나 촌충과 같이 다른 동물의 몸 속에 살면서 양분을 섭취하는 동물을 '내부 기생충'이라고 한다. 이에 반해, 이나 벼룩과 같이 다른 동물의 몸표면에 살면서 영양분을 취하는 동물은 '외부 기생충'이라고 한다. 이와 같이 다른 동물에서 먹이를 얻고 있는 점에서 기생은 포식과 똑같은 생활 방법이라고 할 수 있다. 기생벌의 포식 기생의 경우는 포식과 기생을 엄밀하게 구별하기가 어렵다. 또한 이는 외부 기생충이지만, 벼룩류는 보통 숙주에 의존하는 정도가 낮아서 숙주 주위를 돌아다니는 일조차 있다. 피를 빨아먹을 때만 숙주에게 다가가는 빈대·등에·모기 등도 기생충인지 포식충인지를 구별하기 어렵다. 그러나 일반적으로 포식하는 동물(포식자)이 포식당하는 동물(피식자)보다 대형이거나 적어도 같은 정도의 크기인 데 비하여, 기생은 숙주에 비하여 기생충 쪽이 훨씬 작다. 또 일반적으로 포식의 경우는 포식자가 먹이인 피식자를 죽여버리는데 반해, 기생의 경우는 기생충의 작용에 의하여 숙주가 병에 걸려 죽는 일도 많으나, 기생 그 자체가 직접적으로 숙주의 죽음을 가져오는 것은 아니다. 즉 포식은 자본(資本)을 먹고, 기생은 이자(利子)를 먹는 셈이다.
열대 지방의 박쥐에게 기생하는 박쥐이파리라는 파리가 있는데 이것의 암컷은 처음에는 보통의 파리인데 긴 주둥이로 박쥐의 피부를 뚫어 공간을 만들고 그 속으로 잠입하면 날개와 다리가 떨어지고 배가 부풀어 플라스크 모양의 자루와 같은 몸으로 변해 버리며, 그 몸은 뒤끝만이 밖으로 나와 있어 외부에서 보인다. 이렇게 하여 항문으로부터 성숙한 유충을 출산한다.
한편, 수컷은 보통의 파리 모양을 하고 있는 외부 기생충이다. 사무라이개미의 일개미 무리는 여름의 오후에 근처의 곰개미집으로 번데기를 약탈하러 가는데, 저항하는 곰개미는 큰 입으로 물어 죽인다. 그리하여 사무라이개미의 집에서 우화한 곰개미의 일개미는 사무라이개미를 위해 일하게 된다. 이와 같은 경우를 보통 '노예 사냥'이라고 말하는데 이것은 기생의 특수한 경우이다.

## 형태

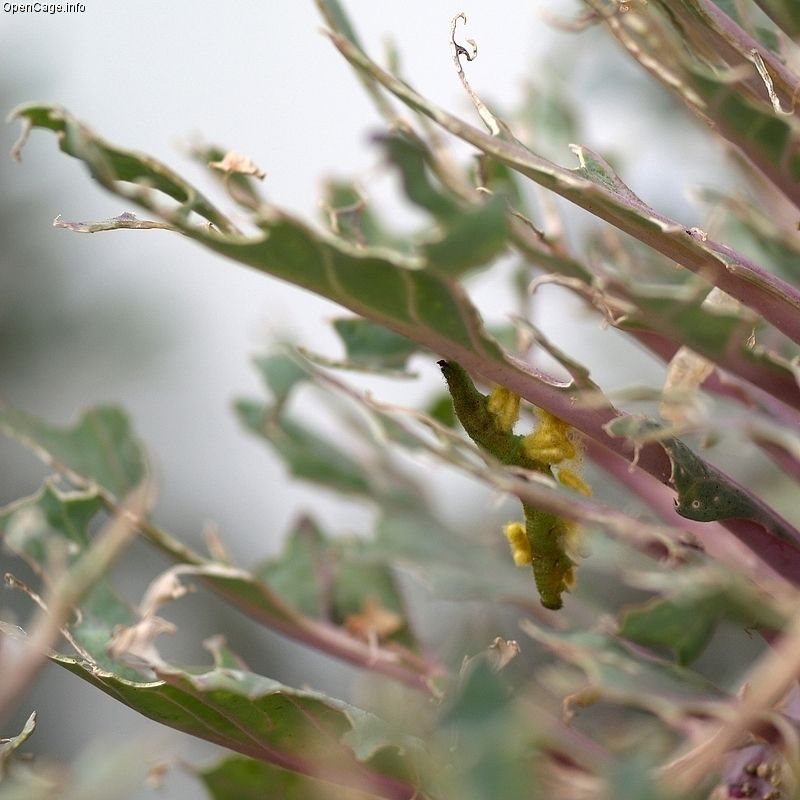
기생벌인 고치벌로부터 포식기생을 당하는 배추흰나비의 유충.고치벌의 애벌레는 숙주인 배추흰나비의 몸속에서 기생하다 뚫고 나와 고치를 만든다.

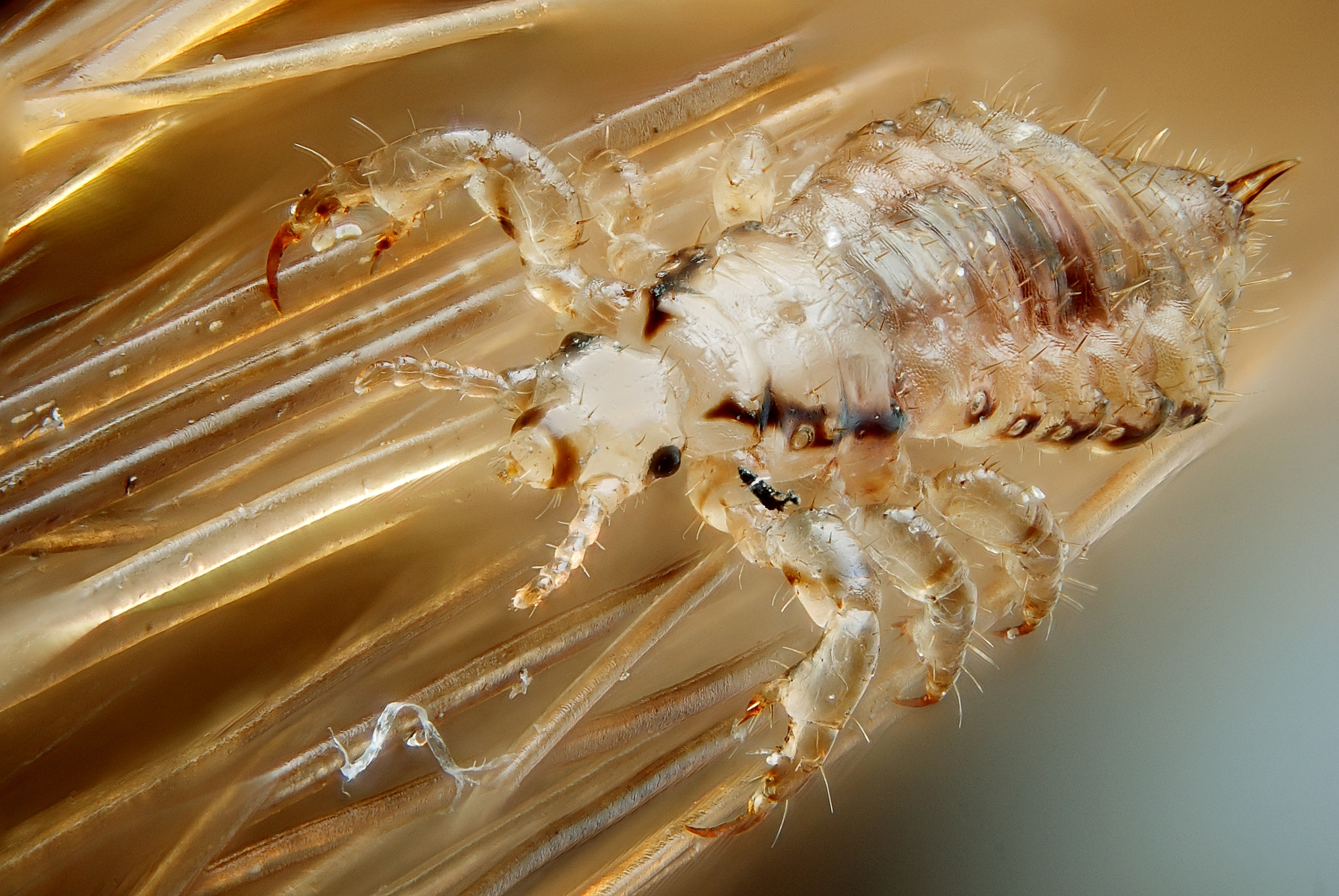
사람에 기생하는 머릿니는 외부기생충이다.

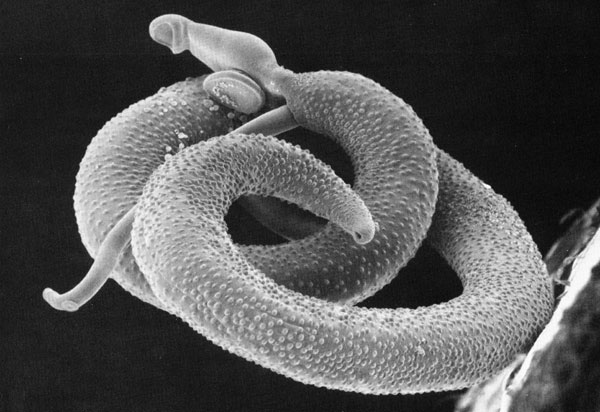
Schistosoma mansoni는 인간의 혈관내에서 사는 내부기생충이다.

기생은 기본적으로 숙주와의 관계 그리고 그들의 생활 주기에 근거해 분류된다.
- 외부 기생

진드기(mite), 머릿니처럼 숙주의 표면에 붙어 사는 기생충들을 외부기생충(ectoparasites)이라고 한다.
- 내부 기생

반대로 장내 기생충을 포함한 모든 숙주 내부에 사는 것들을 내부기생충이라고 한다. 내부기생충 내에서도 두 가지 생존 방식 이 있다. 세포간 기생(intercellular) 과 세포내 기생(intracellular)이 그 두 가지 생존 방식이다. 이 중 세포간 기생을 하는 세균 이나 바이러스들은 보균체(carrier or vector)라 불리는 제 3의 개체를 필요로 하는 경우가 있다. 보균체는 기생충을 숙주에 옮기는 역할을 맡는다. 이러한 예 중에 하나로 말라리아의 감염 경로를 들 수 있다. 인간이 말라리아 모기에 물리면 모기 내에 있던 말라리아 속 원생동물이 체내로 유입되게 되고, 그 결과 말라리아에 감염되는 것이다.
- 착생 기생

착생기생충(epiparasite)은 다른 기생충에 의지 해 살아간다. 때로는 기생체내기생(hyperparasitism)이라고 불린다. 개에 기생해 사는 벼룩의 소화간에 기생하는 원생동물이 이에 해당한다.
- 사회 기생

사회 기생충(social parasites)이라는 것 들은 사회적 생활을 하는 개체들, 예를 들어 개미나 흰개미로부터 이득을 얻는다. 도적 기생충(kleptoparasitism)들은 숙주가 구해온 먹이를 갈취한다. 또 다른 사회 기생의 예는 조류에서 볼 수 있다. 뻐꾸기나 찌르레기들은 둥지를 짓지 않고, 다른 종의 둥지에 알을 놓고 도망가 버린다. 둥지의 주인, 이젠 숙주가 되어버린 새들은 버려진 알을 마치 자신의 알처럼 품어서 부화시킨다. 마치 숙주가 보모의 역할을 하는 것 과 같다. 만약 숙주가 뻐꾸기의 알을 버려 버리면, 어떤 뻐꾸기들은 둥지로 가서 숙주를 괴롭힌다. 끝내 숙주를 굴복시키는 것이다. 뻐꾸기들은 가끔 들키지 않기 위해 숙주의 알 몇 개를 제거하기도 한다. 가끔은 태어난 뻐꾸기들이 숙주의 알들을 떨어뜨리거나 새끼들을 괴롭힌다. 반면에 찌르레기는 숙주에게 해를 가하지는 않는다.
- 포식 기생

포식 기생충(parasitoids)의 애벌레는 다른 개체의 체내나 체외에서 성장한다. 그들의 성장이 끝나는 순간 숙주는 죽음을 맞이한다. 그런 의미에서 포식 기생은 여타의 기생과는 구별되며, 포식관계와 비슷하다고 볼 수 있다.

## 숙주의 방어

### 피부
기생충의 침입에 대한 방어의 첫 번째 선은 피부이다. 피부는 생물의 침입에 대한 물리적 장벽으로 죽은 세포의 층으로 구성되어 있다. 이러한 죽은 세포는 피부를 단단하고 방수가 되게끔 만드는 단백질 케라틴을 포함하고 있다. 대부분의 미생물은 생존을 위해 수분이 많은 환경이 필요하다. 건성 피부를 유지함으로써 생물이 침입하여 대량 서식하는 것을 막는다. 또한 인간의 피부는 대부분의 미생물에 독성인 피지를 분비한다.

### 입
입은 외래 생물이 입을 통해 침입하는 것을 막는 침이 포함되어 있다. 또한 입안에 눈물과 타액에서 발견되는 라이소자임이라는 효소가 포함되어 있다. 이 효소는 미생물의 침입시 그것의 세포벽을 파괴한다.

### 위
생물이 입을 통과한 생물을 막는 다음 방어선은 위이다. 위장은 위장관에서 체내에 침입하려고하는 대부분의 미생물을 죽이는 데 도움이 되는 pH2의 염산 및 위산이 포함되어 있다.

### 눈
기생충은 눈을 통해서도 체내에 침입 할 수 있다. 눈꺼풀의 속눈썹은 처음 눈에 들어오는 미생물의 침입을 방지한다. 미생물이 눈에 들어가도 눈물에 침입 미생물을 죽이는 효소인 라이소자임이 포함되어 있다

### 면역 체계
기생충이 체내에 들어간다면, 면역 체계가 기생 침입에 대한 동물의 주요 방어이다. 면역계는 서로 다른 분자의 결합으로 구성되어 있다. 이들은 혈청 단백질과 패턴 인식 수용체 (PRR)를 포함한다. PRR은 적응 면역계의 림프구를 활성화 시키고 수지상세포를 활성화하는 세포 내 및 세포 수용체이다. 여기서 림프구는 가변 수용체를 통해 기생충을 인식할 수 있는 T세포와 B세포를 말한다.

### 동물의 방어
동물은 입, 피부, 위, 눈, 그 외에도 여러 방법으로 방어한다.

### 곤충의 방어
곤충은 종종 기생충을 막기위해 둥지를 적응시킨다. 예를 들어, Polistes canadensis 단일 건물보다 그 안에 여러개의 집을 짓는 이유는 tineid moths에 대한 방어기제이다. tineid moths은 벌집 속에 그 알을 낳고 이러한 알은 유충속에서 부화하고 말벌의 번데기를 먹이로 한다. 성장한 말벌은 둥지에 어두운 갈색을 띤 모습을 제공하는 경구 분비 물질로 세포를 코팅하고 세포의 끝을 씹으므로써 나방의 알이나 유충을 제거하려 한다.

### 식물의 방어
기생물의 공격에 반응하여 식물은 방어가 일어나게 하는 일련의 신진 대사 및 생화학적 반응을 겪는다. 예를 들어, 기생 침입는 자스몬 산 insensitivel (JA)와 NahG (SA)의 증가를 일으킨다. 공격에 대응하기 위해 화학 물질이나 방어 분자를 생산하는 이러한 경로는 방어를 유도하는데 각각의 기생충에 따라 서로 다른 화학경로가 활성화된다. 일반적으로 경로에 의해 활성화 될 수 있는 반응에는 두 가지 유형이 있다. 식물은 특이적 또는 비특이적인 반응을 실행할 수 있다. 특이적 반응은 식물과 기생충의 유전자 - 유전자의 인식을 포함한다. 이것은 및 기생충의 세포 표면에 위치하는 결합 분자를 인식하는 식물 세포 수용체의 능력에 의해 이뤄질 수 있다. 식물의 수용체는 기생충을 인식하면 과민 반응을 일으키며 그 공간에 방어적인 화합물을 국한시킨다. 이러한 형식의 방어 메커니즘은 기생충의 공격을 일부 지역에 국한시키고 기생충이 다른곳으로 퍼져나가는 것을 막는다. 또한 기생 공격에 대한 특이적 반응은 그것이 필요없는 방어를 증가시킴으로써 에너지를 낭비되는 것을 방지 할 수 있다. 그러나 특이적인 반응은 특정 기생충만을 대상으로 하고 있다. 식물이 기생충을 인식하는 능력이 부족하면 특이적 반응이 활성화되지 않는다. 비특이적 반응은 모든 기생충에 대해 작동한다. 이러한 반응은 시간이 지남따라 활성화되고, 체계적이며, 반응이 식물의 특정 영역에 한정되기 보다는 생물 전체에 확산된다. 이러한 반응은 비특이적 반응을 생성하는 유전자가 항상 발현되는 것을 보장해야하기 때문에 에너지 비용이 높다.

## 진화의 측면
기생은 독립적으로 여러 번 발생한다. 사용되는 정의에 따라 모든 동물의 절반 정도는 그들의 일생에서 적어도 하나의 기생 단계를 가진다. 거의 모든 자유생활동물은 하나 이상의 기생 생물 군의 숙주 역할을 한다.

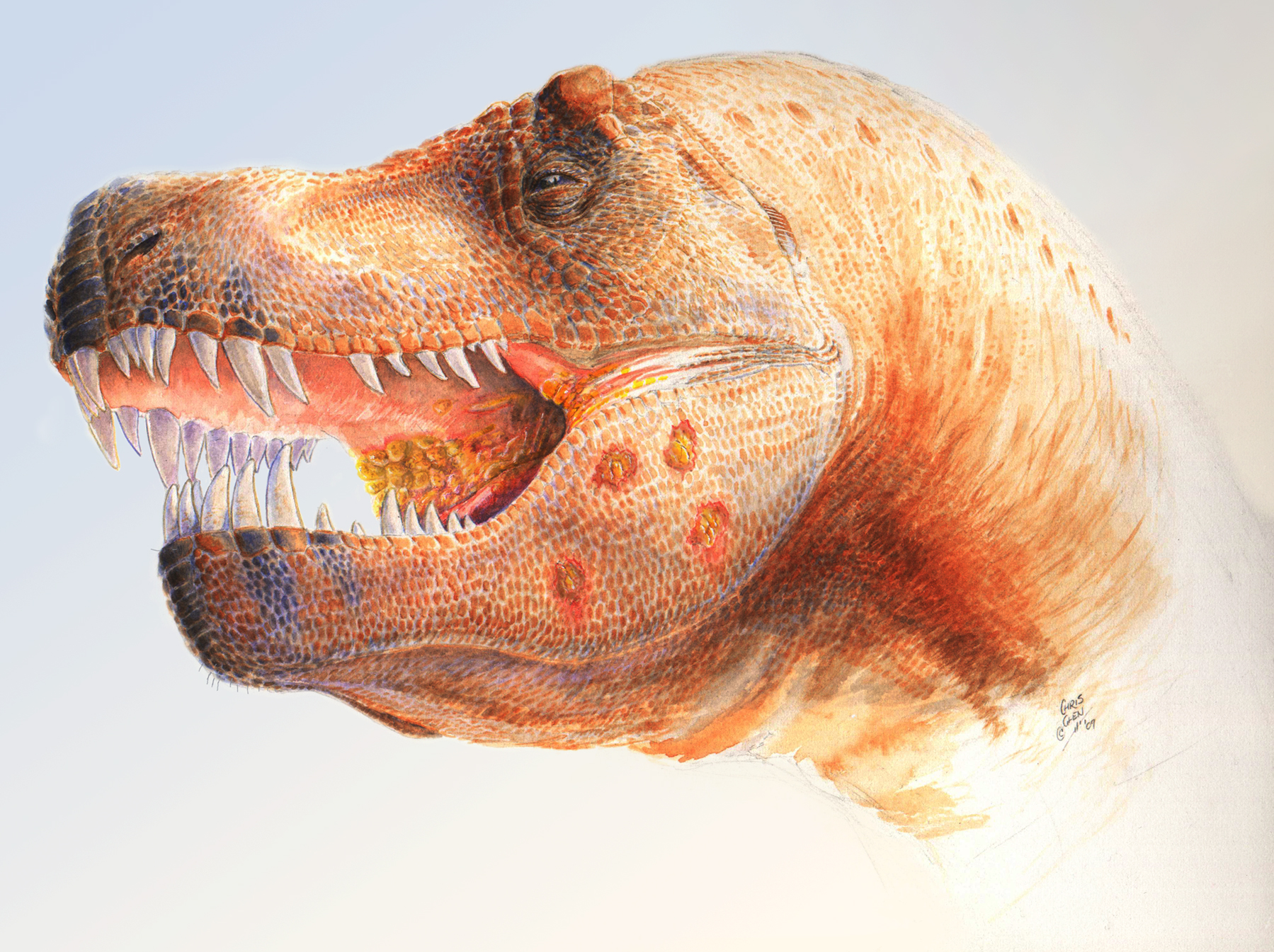
기생충에 감염된 티라노사우루스의 복원. 2009년의 한 연구는 몇몇 표본의 두개골에 있는 구멍이 트리코모나스와 같은 기생충에 의한 것이라고 밝혔다

기생충은 그 숙주의 방어에 대응하여 진화하고 때로는 특정 숙주의 분류군이나 단일 종에 특이적으로 나타난다. 하지만 숙주 종이 멸종 된다면 이러한 좁은 숙주 특이성은 진화적으로 비효율적일 수 있다. 그러므로 많은 기생충은 숙주 선택에 있어서 어느 정도 다양성을 가지고 서로 다른 성공률로 감염시킬 수 있다.
그러면, 숙주의 방어 역시 기생충의 공격에 대응하여 진화한다. 이론적으로, 기생충이 진화 경쟁에 우위를 차지하고 있는데 그 이유는 일반적으로 기생충의 한 세대가 숙주보다 짧기 때문이다. 숙주는 기생충에 비해 번식 속도가 느리기에 적응에 있어서 기생충보다 더 적은 기회를 가진다.
다른 모든 조건이 동일하다면 숙주의 번성에 있어서 기생충이 가지는 진화적 관심은 상리공생이나 편리공생으로 비교적 안정적인 관계를 유리하려는 경향이 있다. 기생충은 숙주에게 덜 해로운 존재로 진화하거나 숙주는 존재하지 않는 것이 오히려 해를 끼치는 필연적인 기생충의 존재에 대처하기 위해 진화할 수 있다. 예를 들어, 기생충에 감염된 동물은 종종 분명히 악영향을 받으며 기생당하고 있지만, 그러한 감염은 또한 인간을 포함한 동물 숙주의 면역 질환의 영향이나 확산을 줄일 수 있다. 극단적인 경우 일부 선충은 볼바키아 균에 의한 감염 없이는 번식 할 수도 생존할 수도 없다.
기생충 간의 경쟁은 더 빠른 번식을 선호하는 경향이 있고, 따라서 더욱 악성의 기생충이 나타난다. 현숙주에서 벗어나 다른 숙주를 찾기 위해 숙주의 죽음을 일생에 수반하는 기생충은 더욱 악성으로 진화했고 심지어는 숙주의 행동이나 특성을 변화시켜 상위 단계의 포식자에게 취약하도록 만든다.
기생충과 숙주사이의 공진화 역사 추정은 때때로 숙주의 분류군이 어떤 관련 있는지를 해명 할 수 있다. 예를 들어, 플라밍고가 황새 계통이나 오리, 거위의 계통 중 더 밀접한 관련이 있는 것은 어느 쪽인가에 대한 논쟁이 있다. 플라밍고가 오리, 거위와 함께 동일한 기생충을 공유한다는 사실은 이쪽에 더 밀접하다는 것을 나타낸다.
기생은 수컷 공작의 깃털과 수컷 사자의 갈기와 같은 동물의 세계에서 생식하는 수컷에게서 볼 수 있는 이차성징의 진화에 대한 한 설명의 일부이다. 이 이론에 따르면, 암컷 숙주는 기생충 및 기타 질병에 저항성을 나타내는 이러한 특성을 바탕으로 번식을 위해 수컷을 선택한다.

### 공동 분화
드물게, 기생충은 숙주와 함께 공동 분화를 겪을 수 있다. 특히 눈에 띄는 공동 분화의 예는 원숭이 포말 상 바이러스 (SFV) 및 영장류 숙주 사이에 존재한다. 한 연구는 아프리카와 아시아 영장류에서 SFV 효소와 미토콘드리아 시토크롬 산화 효소 서브 유닛 II의 계통 발생을 비교했다. 놀랍게도, 계통의 발생에서 분기순서와 분기횟수가 일치했다. 그러므로 원숭이 포말 상 바이러스는 적어도 30만년동안 전 세계 영장류와 공동 분화되어 왔을 수 있다.

## 생태

### 정량 생태
단일 기생충 종은 숙주를 통해 몇몇의 숙주가 기생충의 대부분을 지니는 것이 아닌 대부분의 숙주가 조금이나마 기생충을 가지는 것을 의미하는 집괴 분포를 한다. 이것은 생태학을 배우는 학생들에게 매개변수적 통계치의 사용을 피해야 한다는 중요한 문제를 제기한다. 모수적 검증을 적용하기 전에 데이터를 로그변환 하는 것이나 비모수적 검증을 사용하는 것이 권위있는 사람들에 의해 추천되고 있다. 하지만 이것은 또한 다른 문제를 야기할 수 있다. 그러므로 현대의 정량 생태는 발달된 생물 정역학에 바탕을 둔다.

### 생태 다양성
숙주는 기생충이 차지할 수 있는 별개의 서식 구역을 나타낸다. 용어의 계층적집합은 서로 다른 규모의 숙주에서 기생충의 집합체를 설명하는 데 사용되어 왔다.
Infrapopulation단일 숙주 내의 한 종류의 모든 기생충.
metapopulation숙주 집단 내의 한 종류의 모든 기생충.
Infracommunity단일 숙주 내의 모든 종류의 모든 기생충.
component community숙주 집단 내의 모든 종류의 모든 기생충.
compound community생태계내의 모든 숙주 종 내의 모든 종류의 모든 기생충.
기생충의 생태 다양성은 자유생활생물의 그것과는 크게 다르다. 자유생활생물에 있어서 생태 다양성은 섬 생물 지리학의 Robert MacArthur와 E. O. Wilson의 이론, Jared Diamond의 조립 규칙 그리고 최근에는 생물 다양성과 생물 지리학의 Stephen Hubbell의 통합 중립 이론의 null 모델을 포함하여 많은 강력한 개념적 틀을 제공한다. 이러한 틀들은 기생충을 위해서는 충분히 개발되어 있지 않고 기생충에게 자유생활생물의 모델은 많은 점에서 적합하지 않다. 예를 들어, 섬 생물 지리학은 일반적으로 본토를 참조하여 서식 구역 사이의 고정된 공간적인 관계를 기반으로 한다. 기생충은 동적 공간 관계를 갖는 움직이는 서식지인 숙주에 살고 있다. 숙주의 집단이 아닌 진정한 ‘본토’는 없기에 숙주 내에서 공동체를 구성하는 기생충들은 metacommunities이다.
그럼에도 불구하고, 서로 다른 기생충의 집합체의 종류는 단일 숙주나 집단 내에서 인식되고 있으며, 자유생활생물에서 관찰된 패턴의 대부분은 기생충의 집합체에서도 나타난다. 이들 중 가장 눈에 띄는 것은 상호 고립적 연속체이다. 이것은 기생충의 집합체가 고립계에 있어서 생태적 지위가 포화되고 이종 간의 경쟁이 만연하는 공동체 또는 생태적 지위에 여유가 있고 사회구조형성에 있어서 확률 요인만큼 이종 간의 상호작용이 중요하지 않은 공동체에서 나타나는 연속변이를 따라 발생한다고 주장한다. 이것이 정말 이런 것인지 또는 이러한 패턴이 단순히 존재하는 종의 분포를 반영하고 있는지 여부는 아직 확립 되어 있지 않다.

## 적응
기생충은 동일한 지리적 영역(같은 곳)에 존재하는 숙주를 보다 효과적으로 감염시킨다. 이 현상은 종간의 상호작용(기생충과 숙주 같은)이 적응과 대응을 위한 지속적인 자연 선택을 야기한다고 주장하는 “붉은 여왕 가설”을 뒷받침한다. 기생충은 지역적으로 일반적인 숙주의 표현형을 쫓아간다. 그러므로 다른 지역의 숙주에 대해서는 전염성을 덜 띤다.
2000년에 출판 된 실험은 뉴질랜드의 Ianthe 호수와 Poerua 호수에서 두 개의 서로 다른 달팽이 집단의 분석을 논의한다. 집단은 같은 호수에서 채취한 2개의 순수한 기생충 (이생적 흡충)에 노출되었다. 실험에서는 달팽이는 같은 지역의 기생충, 다른 지역의 기생충 그리고 두 기생충을 혼합한 것에 감염되었다. 결과는 기생충은 그 기생충의 지역과 다른 지역의 달팽이보다 같은 지역의 달팽이를 감염시키는데 더욱 효과적이었음을 시사한다. 다른 지역의 달팽이는 역시 기생충에 감염되었지만, 전염성은 같은 지역의 달팽이와 비교하면 훨씬 적었다. 따라서, 기생충은 그 지역의 달팽이 집단 감염에 더 적합한 것으로 나타났다.

### 전파
기생충이 숙주를 감염시키는 데에는 다양한 방법이 있다 예를 들어, 아칸트아메바는 환경이 갖추어 졌을 때 체내로 들어가고 분선충은 인간이 맨발로 감염된 대지를 걸어 다닐 때 체내에 들어온다. 많은 기생충은 숙주의 음식에 들어가 그것이 먹히는 순간을 기다린다. 사일열원충은 말라리아를 퍼뜨리기 위한 숙주로 모기를 이용하고 로아사상충은 숙주내로 들어가기 위해 사슴파리를 이용한다.

혐기성 기생 원충인 이질 아메바의 생애 주기

기생충은 살아있는 생물을 서식지 삼기 때문에 자유생활생물에게는 없는 문제에 직면 해 있다. 기생충이 살아남을 수 있는 유일한 서식지인 숙주가 적극적으로 기생충을 피하고 격퇴 및 기생충을 제거하려고 한다. 이에 기생충은 정착, 점유, 전파 등으로 불리는 과정을 다른 숙주를 찾는 전략으로 채택하고 있다.
일부 내부 기생충은 사람에게 먹혀야만 하는 것들과 달리 숙주의 외부 표면을 뚫고 감염시킨다. 숙주내부에 들어오면 내부 기생충은 다른 숙주를 감염시키기 위해 외부로 자손을 내보내야 한다. 많은 내부 기생충은 자손이 숙주의 배설물과 함께 흘러나갈 수 있는 숙주의 위장관에 존재한다. 구두동물, 촌충, 흡충 등이 이 방법을 사용한다.
예를 들어, 숙주의 혈액에서 말라리아 기생충과 트리파노소마 등의 내부 기생 원충의 감염 경로는 무는 벌레나 매개체들에 의해 새로운 숙주에게 전파된다.
내부 기생충의 유충은 종종 혈액 또는 위장관 이외의 숙주 내부를 감염시킨다. 그런 경우 대부분은 생존과 번식을 위해 기생충의 생애주기에 있어서 숙주가 다음 숙주에게 잡아먹히는 것을 필요로 한다. 위의 전략은 구두동물, 촌충, 흡충 그리고 기생 회충의 유충 단계에 따라 다양하게 사용되고 있다.
단생흡충 같은 몇몇의 외부 기생충은 숙주와의 직접적인 접촉에 의존하고 있다. 외부 기생 절지 동물은 숙주간의 접촉(대부분의 이들) ), 숙주에서 살아남을 알 낳기 (예를 들어 벼룩) 그리고 숙주를 만나기 위한 외부한경을 기다리는 것(진드기)에 의존한다. 일부 수생 거머리는 움직임을 감지하여 숙주의 위치를 파악하고 특정한 온도나 화학 신호가 존재할 때만 달라붙는다.
일부 기생충은 보통 피식자와 포식자 관계에 놓여있는 숙주간의 전염을 증가시키기 위해 숙주의 행동을 변화시킨다. 예를 들어, 캘리포니아의 갯벌에서 Euhaplorchis californiensis 흡충은 포식자를 피하기위한 숙주의 능력을 저하시킨다. 이 기생충은 감염되지 않은 것 보다 감염된 물고기를 먹을 확률이 더 높은 왜가리 안에서 성숙한다. 또 다른 예로는 고양이 안에서 성숙하지만 다른 포유류로 전달될 수 있는 톡소플라즈마원충이 있다. 감염되지 않은 쥐는 고양이의 냄새를 피하지만, 톡소플라즈마에 감염된 쥐는 고양잇과 숙주에게로의 전염을 증가시킬 수 있는 냄새에 이끌린다.

### 생태계 내에서 역할
다른 숙주로의 전파가 더 잘 일어나도록 하기 위해 감염된 숙주의 행동을 변화시키는 것은 기생충이 생태계 구조에 영향을 미치는 한 방법이다. 예를 들어, Euhaplorchis californiensis(위에서 설명한)의 경우 ‘만약 기생충이 존재하지 않는다면 그 지역의 피식종과 포식종이 달라질 수 있다’라는 주장은 타당하다.
기생충은 종종 먹이사슬에서 생략되지만 그들은 일반적으로 최정상의 자리를 차지하고 있다. 기생충은 우세한 경쟁자들의 지배를 감소시키고 공존을 위한 경쟁에 도움을 주며 생태계에서 핵심종의 역할을 수행한다.
대부분의 기생충은 일생을 마치기까지 다른 종류의 여러 숙주가 필요하고 포식-피식 관계나 다른 안정적인 상호작용에 의존한다. 이러한 의미에서, 생태계의 기생충은 그 체제의 건강 상태를 반영하고 있다.

## 가치
기생충은 일반적으로 유해하다고 생각되지만, 모든 기생충 근절은 절대 유익하지 않을 것이다. 기생충은 생명 다양성의 절반 이상을 차지한다. 그것들은 먹이를 약화시키는 중요한 생태학적 역할을 수행한다. 생태계와 그 구성요소들은 각각이 적응하는데 시간이 필요하다. 기생충이 존재하지 않는다면 생명체들은 성적 이형 요소를 감소시키며 무성 생식을 할지도 모른다. 기생충은 종간의 유전적 물질의 이동을 위한 기회를 제공한다. 기생충 종간의 유전 물질의 이동을 위한 기회를 제공한다. 드물지만 중요하게도 이것은 기생충이 아니라면 발생하지 않거나 발생한다 해도 오랜 시간이 걸리는 진화를 촉진시킨다.

## 같이 보기
- 공생
- 기생충
- 기생벌
- 기생파리